# Улица Можарова
Улица Можарова — улица в Ленинском районе города Ижевск. Проходит с севера на юг от Нагорной до Ангарной улицы. Нумерация домов ведётся от Нагорной улицы. Имеет частную застройку.

## История
Улица известна с 20-х гг. XX столетия и за время своего существования 2 раза сменила имя. Первоначально 29 июня 1928 года улица была названа именем Максима Горького. Но уже через 9 лет, 16 октября 1937 года была переименована в улицу Жданова в честь советского государственного деятеля А. А. Жданова. Имя же Максима Горького закрепилось за крупной исторической улицей в центре Ижевска.
В 1988 году в Ижевске отмечалось столетие со дня рождения Петра Можарова — конструктора первых ижевских мотоциклов. В этой связи, а также в связи с выходом постановления об осуждении деятельности А. А. Жданова, 19 января 1989 года исполком горсовета присвоил улице Жданова имя П. В. Можарова в память о конструкторе. На одном из домов улицы была установлена мемориальная доска с надписью: «Улица имени Петра Владимировича Можарова (1888—1934), создателя ижевских мотоциклов».

## Расположение
Улица Можарова находится на юго-западе Ижевска, в Ленинском административном районе города. Северная часть улицы до перекрёстка с Колхозной улицей территориально относится к Нагорному жилому району, а южная часть — к Юго-Западному району.
Улица начинается от дома № 58 по улице Нагорной и проходит от него на юг. Заканчивается на пересечении с Ангарной улицей и Южным проездом.
Пересекает улицы Областная, Автономная, Колхозная, Инструментальная, Депутатская и Парашютная.
С чётной стороны примыкают переулок Можарова и Мартовский переулок.

## Общественный транспорт
- Станция трамвая № 5 «Улица Можарова» — находится на пересечении с Автономной улицей.
- Автобус № 7 — до ост. «3-я городская больница».

По самой улице маршруты общественного транспорта не проходят.